# Route nationale 254
Die Route nationale 254, kurz N 254 oder RN 254, ist eine französische Nationalstraße, die den Zubringer für die Ortschaft Allaines-Mervilliers in der Gemeinde Janville-en-Beauce zur Autoroute A 10 darstellt. Früher war dieser Abschnitt die Route nationale 827. Die N 254 hat eine Streckenlänge von 1,8 Kilometern.

## Verlauf
Am Kreisverkehr nordwestlich von Allaines-Mervilliers beginnt die N 254 und verläuft in östlicher Richtung entlang von landwirtschaftlichen Nutzflächen. Kurz vor der Ortschaft Le Puiset, die auch zur Gemeinde Janville-en-Beauce gehört, gehen vom Kreisel die Rampen zur Autoroute A 10 ab.

## Früherer Verlauf
Von 1978 bis 1984 war ein Straßenabschnitt bei Dreux als Route nationale 254 zwischen der N 12 und der N 154 beschildert.